# Eurostopodus archboldi
Eurostopodus archboldi е вид птица от семейство Caprimulgidae.

## Разпространение
Видът е разпространен в Индонезия и Папуа Нова Гвинея.